# Museo de Arte Oriental (Turín)
El Museo de Arte Oriental, abreviado como MAO, es un museo ubicado en Turín. Fue inaugurado en 2008 y está situado en el pleno centro histórico de Turín, en el Palazzo Mazzonis y alberga una de las colecciones de arte asiático más valiosas de Italia.
En 2019 superó los 119 000 visitantes.

## El museo
El Museo de Arte Oriental de Turín es una de las instituciones museísticas más recientes del rico contexto cultural de la capital piamontesa. Desde hace algún tiempo las instituciones locales buscaban una forma de organizar mejor las colecciones orientales previamente conservadas en el Museo Cívico de Arte Antiguo y con la contribución de la Región del Piamonte, la Compañía de San Paolo y la Fundación Agnelli, a inicios de los años 2000, amplió considerablemente su colección. El Ayuntamiento de Turín también garantizó un apoyo concreto, poniendo el Palazzo Mazzonis a disposición del naciente complejo de museos. El museo fue dirigido hasta 2013 por Franco Ricca, profesor universitario de mecánica cuántica, quien ha sido durante mucho tiempo un apasionado amante del arte oriental.

## Colección
El museo acoge la colección de arte oriental que anteriormente se conservaban en el Museo Cívico de Arte Antiguo, pero también se ha enriquecido ampliamente gracias a las contribuciones realizadas por la Región del Piamonte, la Compañía de San Paolo y la Fundación Agnelli. El museo tiene como objetivo preservar y dar a conocer al público obras emblemáticas de la producción artística oriental y convertirse en un acceso privilegiado para los estudiosos de la cultura asiática. La distribución interior, diseñada por el arquitecto Andrea Bruno, prevé la exposición, de cerca unas 1 500 obras dispuestas en cinco secciones. Los criterios que sugirieron las opciones de diseño permitieron crear un itinerario de museo agradable, a pesar del plano típico de un edificio antiguo y, por lo tanto, no siempre favorable. La entrada, donde se creó un gran espacio acristalado, alberga los jardines zen japoneses, con arena y musgo. Una escalera monumental conduce a las galerías, divididas en cinco áreas, caracterizadas por diferentes opciones cromáticas y estilísticas, con un amplio uso de madera, acero, vidrio y gráficos de museo que evocan los lugares de origen.
El primer piso alberga la galería de arte del sur de Asia, el sudeste asiático, China y la primera parte de la sección dedicada a Japón, mientras que la segunda parte de la galería de Japón se encuentra en el segundo piso. La galería del Himalaya se encuentra en el tercer piso, mientras que el cuarto piso concluye el itinerario con la sala  dedicada al arte islámico.

A estas colecciones, que constan de unas 2 300 obras, se suman más de 1 400 hallazgos excavados del período preislámico de las excavaciones iraquíes de Seleucia.

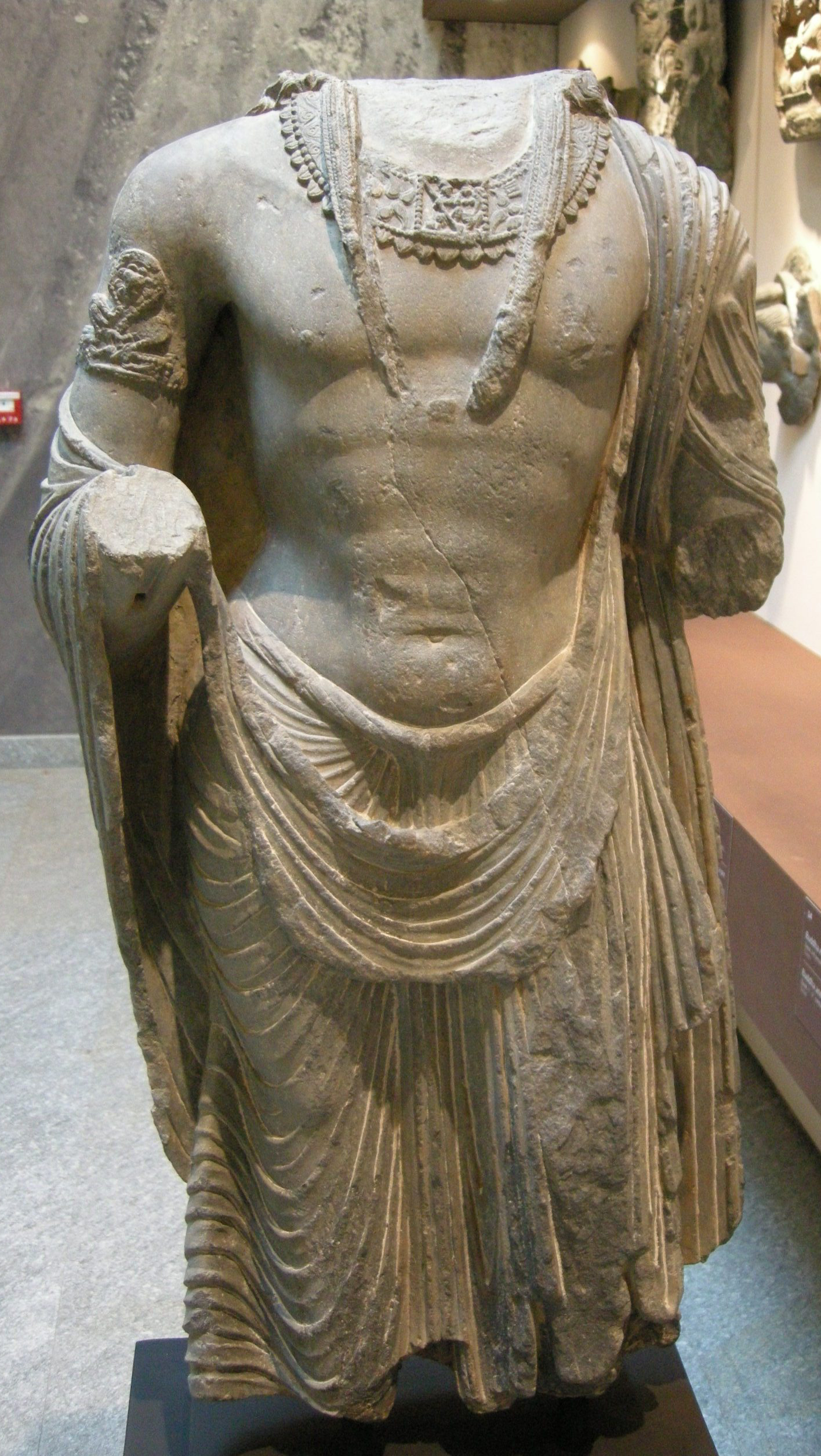
Estatua de Bodhisattva proviene del norte de Pakistán conservada en el museo,

### Asia meridional y sudeste asiático
Esta sección alberga las colecciones de tres grandes áreas geográficas y culturales: India, Gandhara e Indochina.
India
En las salas dedicadas a la India hay obras de inspiración hindú y budista de Cachemira, India propiamente dicha y Pakistán Oriental. Se trata de esculturas de piedra, bronces, terracota y pinturas sobre algodón que datan desde el siglo II a. C. hasta el siglo XIX. En las salas dedicadas al arte indio, se  encuentran relieves y esculturas que muestran ejemplos de Shungas, Kushana, Gupta y la Edad Media india.
Gandhara
Gandhara se refiere al área geográfica entre Afganistán y el noroeste de Pakistán. El mismo término, sin embargo, designa la producción artística de inspiración budista que floreció en esa zona entre el siglo II a. C. y V d. C. En el museo se encuentran los frisos de la gran estupa de Butkara y algunas estatuas en pizarra, estuco y terracota.

#### Indochina
En estas salas hay obras provenientes de la zona que incluye Tailandia, Birmania, Vietnam y Camboya junto con algunas importantes esculturas de la época jemer.

### China
La cultura milenaria de China y su inmensa extensión han generado una gran variedad de representaciones artísticas. Sin embargo la cohesión de su estructura social y política ha favorecido la evolución de un estilo homogéneo y fuertemente caracterizador. La colección incluye cerámica neolítica, muestras de bronces rituales y lacados desde el período preimperial hasta las dinastías Han y Tang.

### Japón
Esta revela la singularidad de la combinación de la tradición, la artesanía y el conocimiento de los materiales de los japoneses. En esta sección se encuentran estatuas de madera, biombos, tejidos, pinturas y xilografías, así como objetos lacados, armas y armaduras. La galería japonesa comúnmente acoge exposiciones temporales de obras que involucran principalmente tejidos, pinturas y grabados.

### Himalaya
La colección del Himalaya está centrada principalmente en el budismo, que involucra el arte de sus diversas culturas (Bután, Ladakh, Nepal, Sikkim y el Tíbet) en todas sus formas, desde la escultura a la pintura, desde la escritura a la arquitectura. En esta sección se encuentran esculturas de madera y metal, instrumentos rituales, pinturas al temple (thangka) y algunas cubiertas de madera de textos sagrados, tallados y pintados.

### Islam
La colección islámica se caracteriza por manuscritos y mobiliario de Turquía, Persia y las ex repúblicas soviéticas de Asia Central, donde se destaca la importancia de la caligrafía árabe. La galería alberga terciopelos otomanos, cerámicas, bronces, así como raros manuscritos persas y copias caligráficas del Corán.